# 紅新南乳魚
紅新南乳魚，為輻鰭魚綱胡瓜魚目南乳魚科的其中一種，被IUCN列為易危保育類動物，分布於紐西蘭的淡水水域，體長可達15公分，生活習性不明。